# Saigon Radio (album)
Saigon Radio là album phòng thu thứ hai của Hà Anh Tuấn được Học viện Âm nhạc Quốc gia Việt Nam phát hành năm 2009, album từng giành giải Album của năm tại Giải thưởng Làn Sóng Xanh 2009, giải Album vàng 2009.

## Sản xuất
Nhạc sĩ Hồ Hoài Anh tham gia với vai trò nhà sản xuất kiêm sáng tác 7 trong số 9 ca khúc trong album, 2 ca khúc còn lại do Lưu Thiên Hương sáng tác. Hầu hết các khúc trong album được hòa âm bởi ca-nhạc sĩ Nhật Trung; còn Hồ Hoài Anh hòa âm ca khúc số 9 là Thư cho em, còn Thành Vương hòa âm ca khúc số 6 là Losing You.

## Phát hành
Ba ca khúc trong album Saigon Radio gồm Bóng mưa, Losing you và Thư cho em được phát sóng trên kênh XoneFM trong tháng 12 năm 2008. Album dạng CD được phát hành chính thức từ ngày 1 tháng 1 năm 2009, với tập booklets do do nhiếp ảnh người Nhật Naoto Ohike thực hiện.

## Giải thưởng
| Năm  | Giải thưởng                    | Hạng mục                  | Kết quả   | Chú thích                               |
| ---- | ------------------------------ | ------------------------- | --------- | --------------------------------------- |
| 2009 | Album vàng tháng 5             | Album nghệ thuật xuất sắc | Đoạt giải | Đồng hạng: album Pha lê của Phương Linh |
| 2009 | Giải thưởng Làn Sóng Xanh 2009 | Album của năm             | Đoạt giải |                                         |
| 2010 | Giải thưởng Cống hiến          | Album của năm             | Đề cử     | [ 8 ] [ 9 ] [ 10 ]                      |
| 2010 | Album vàng lần thứ 3           | Album nghệ thuật xuất sắc | Đoạt giải | [ 1 ] [ 9 ]                             |

## Đánh giá
- Báo Thể thao và Văn hóa: Trong album này, giọng hát của Hà Anh Tuấn chín chắn, trưởng thành và bay bổng hơn… Có thể nói, Saigon Radio là album R&B đạt đến phong cách thể loại với nhiều mới mẻ mang tính đột phá, hấp dẫn giới trẻ trí thức thành thị.[4]

- VnMedia: Saigon Radio lại mang dáng dấp một Hà Anh Tuấn vẫn trẻ trung, lịch lãm nhưng sâu lắng và có độ “chín” hơn.[4]

- Báo Công an nhân dân: Là một đĩa nhạc có tính hoài niệm, các bài hát có nhiều những giai điệu hấp dẫn, dễ nghe, hòa âm nhiều tầng nhiều lớp với những hiệu ứng âm thanh mới lạ và sự xuất hiện của những bản ballad trong album càng làm tăng thêm tinh thần “tìm về kỷ niệm”.[4][2]

- Giai điệu xanh: Saigon Radio là album có ý tưởng mới lạ nhưng cũng quen thuộc với mọi người, bởi nghe radio như một nếp văn hóa trong đời sống hằng ngày.[4]

## Danh sách ca khúc
Tất cả các ca khúc được viết bởi Hồ Hoài Anh, Lưu Thiên Hương.
| STT | Nhan đề                        | Sáng tác        | Thời lượng |
| --- | ------------------------------ | --------------- | ---------- |
| 1.  | "Radio"                        | Hồ Hoài Anh     |            |
| 2.  | "Bóng mưa"                     | Hồ Hoài Anh     |            |
| 3.  | "Con quay"                     | Lưu Thiên Hương |            |
| 4.  | "Lời nhắn số 4"                | Hồ Hoài Anh     |            |
| 5.  | "Gánh hàng rau"                | Hồ Hoài Anh     |            |
| 6.  | "Losing you"                   | Hồ Hoài Anh     |            |
| 7.  | "Này"                          | Hồ Hoài Anh     |            |
| 8.  | "Chàng Sơ-mi"                  | Lưu Thiên Hương |            |
| 9.  | "Thư cho em"                   | Hồ Hoài Anh     |            |
| 10. | "Radio" (Bonus - không lời)    |                 |            |
| 11. | "Bóng mưa" (Bonus - không lời) |                 |            |